# 崔金虎
崔金虎，中华人民共和国政治人物、全国脱贫攻坚先进个人。

## 生平
崔金虎任通榆县边昭镇政府副镇长（挂职），吉林大学植物科学学院教授，吉林大学科技扶贫小分队队长。因在脱贫攻坚战中作出突出贡献，2021年2月25日全国脱贫攻坚总结表彰大会上，崔金虎被授予“全国脱贫攻坚先进个人”。